# Nationalpark Banc d’Arguin

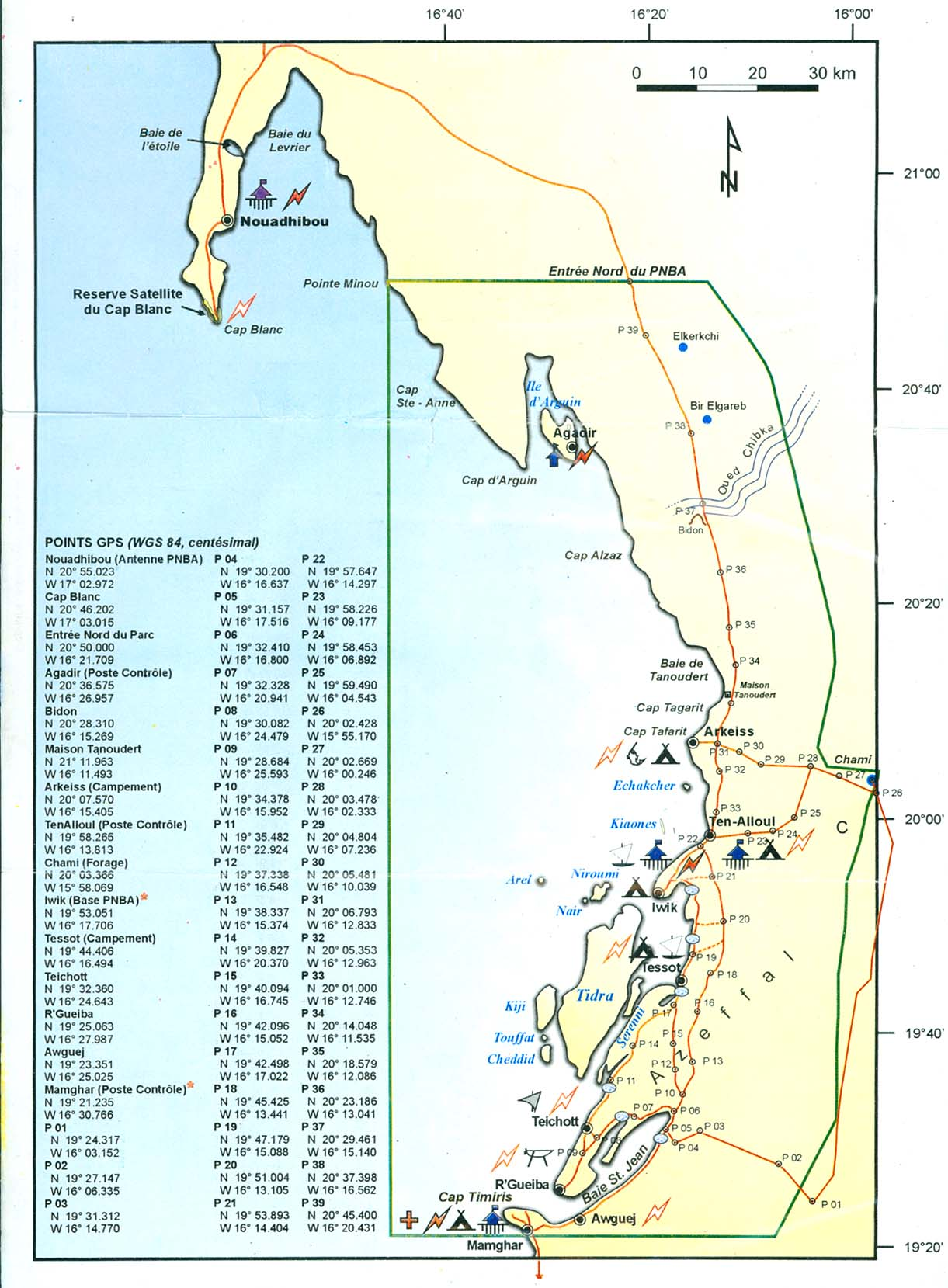
Karte des Nationalparks Banc d’Arguin

Der Nationalpark Banc d’Arguin (arabisch حوض آركين, DMG Ḥauḍ Ārkīn ‚Arguinbecken‘, frz. Parc National du Banc d'Arguin) liegt an der Atlantikküste Mauretaniens zwischen Nouakchott und Nouadhibou und wurde 1976 ausgewiesen. Der Nationalpark umfasst verschiedene Landschaftsformen, wie Sanddünen, Küstensümpfe, neben der Insel Arguin weitere kleinere Inseln wie die Kiaone-Inseln und die flachen Gewässer der küstennahen Teile der Arguin-Sandbank. Seit 1982 ist die Fläche des Nationalparks als Meeresschutzgebiet ein Ramsar-Schutzgebiet mit einer Fläche von 12.000 km².

## Biodiversität
Der Nationalpark Banc d’Arguin ist seit 1989 UNESCO-Weltnaturerbe, weil er ein wichtiges Überwinterungsgebiet von Zugvögeln ist und zu den vogelreichsten Gebieten weltweit gehört. Der Park zählt zu den international bedeutendsten Überwinterungsgebieten des Regenbrachvogels. Ende des 20. Jahrhunderts überwinterten hier 31.400 Individuen dieser Art. Außerdem brüten hier viele Koloniebrüter wie Rosaflamingos, Löffler, Rosapelikane, Raub-, Königs- und Lachseeschwalben sowie Dünnschnabelmöwen in großer Zahl.
Unter den Säugetieren sind etwa 200 Dorkasgazellen erwähnenswert. Daneben kommen Afrikanische Goldwölfe, Fenneks, Sandfüchse, Sandkatzen, Falbkatzen, Kleinfleck-Ginsterkatzen, Weißnackenwiesel, Honigdachse und Streifenhyänen vor. Bei Cap Blanc lebt darüber hinaus eine kleine Kolonie der hochbedrohten Mittelmeer-Mönchsrobbe. Das Meer beherbergt mehrere Schildkrötenarten und Delfine.
Brutgebiete sind besonders Sandbänke und die Inseln Tidra, Niroumi, Nair und Kijji. Die Gewässer sind reich an Fisch, von dem sowohl die Vögel als auch mehrere Fischerdörfer der Gegend leben.
Der andere der beiden Nationalparks des Landes ist der Diawling-Nationalpark im Delta des Senegalflusses.

## Einzelbelege
1. ↑  World Database on Protected Areas: Banc d’Arguin, WDPA ID: 17726 - Ramsar Sites Information Service
2. ↑  Simon Delany, Derek Scott, Tim Dodman, David Stroud (Hrsg.): An Atlas of Wader Populations in Africa and Western Eurasia. Wetlands International, Wageningen 2009, ISBN 978-90-5882-047-1, S. 302
3. ↑  BirdLife International, siehe Weblinks

Koordinaten: 20° 14′ 5″ N, 16° 6′ 32″ W